# Jakowcewo (obwód niżnonowogrodzki)
Jakowcewo (ros. Яковцево) – wieś (sieło) w Rosji, w obwodzie niżnonowogrodzkim, w rejonie wackim. W 2021 liczyła 323 mieszkańców.